# Ministre de l'Économie et des Finances de Côte d'Ivoire
Il s'agit d'une liste de personnes ayant occupé le poste de Ministre de l'Économie et des Finances de Côte d'Ivoire.

## Ministres
- Raphaël Saller, avril 1959 – janvier 1966[1]
- Henri Konan Bédié, janvier 1966 – juillet 1977[1]
- Abdoulaye Koné, juillet 1977 – septembre 1989[1]
- Moïse Koumoue Koffi, octobre 1989 – novembre 1990[1]
- Alassane Ouattara, octobre 1990 – novembre 1993[1]
- Daniel Kablan Duncan, (ministre délégué) novembre 1990 – décembre 1993[1]
- Niamien N'Goran, décembre 1993 – décembre 1999[1]
- N'golo Coulibaly, janvier 2000 – mai 2000[1]
- Mamadou Koulibaly, mai 2000 – janvier 2001[1]
- Paul Antoine Bohoun Bouabre, janvier 2001 – décembre 2005[1]
- Charles Konan Banny, décembre 2005 – avril 2007[1]
- Charles Koffi Diby, avril 2007 – novembre 2012[1]
- Kaba Nialé, novembre 2012 – janvier 2016[1]
- Adama Koné, janvier 2016 – septembre 2019[1]
- Adama Coulibaly, septembre 2019 –[1]